# Jordanes (Polen)

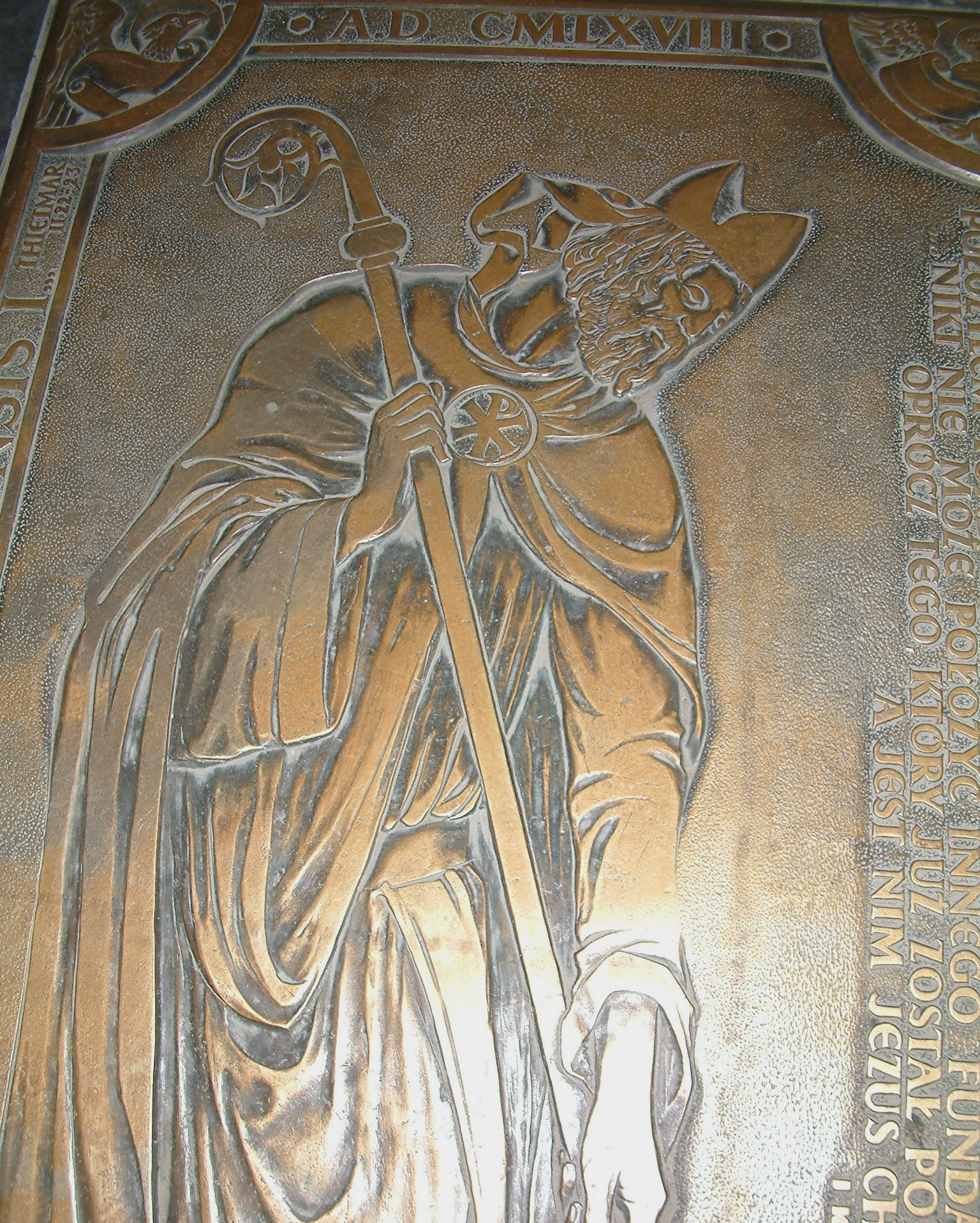
Epitaph Jordanes’ in Posen

Jordanes (auch Jordan genannt; † 984) war der erste Bischof von Polen.

## Leben
Jordanes wurde 968 in das Amt eines Missionsbischofs nach Posen berufen. Als Missionsbischof war er direkt dem Papst in Rom unterstellt. Er kam 966 mit der böhmischen Prinzessin Dubrawka entweder aus Italien oder aus dem Rheinland nach Polen, wo Mieszko I., der polanische Fürst, sich taufen und sein Land christianisieren lassen wollte.
Sein Nachfolger im Amt des Bischofs zu Posen wurde um 992, nach etwa acht Jahren Sedisvakanz, Bischof Unger.
Nach ihm sind die Jordanes-Annalen benannt.